# الأم العظمى

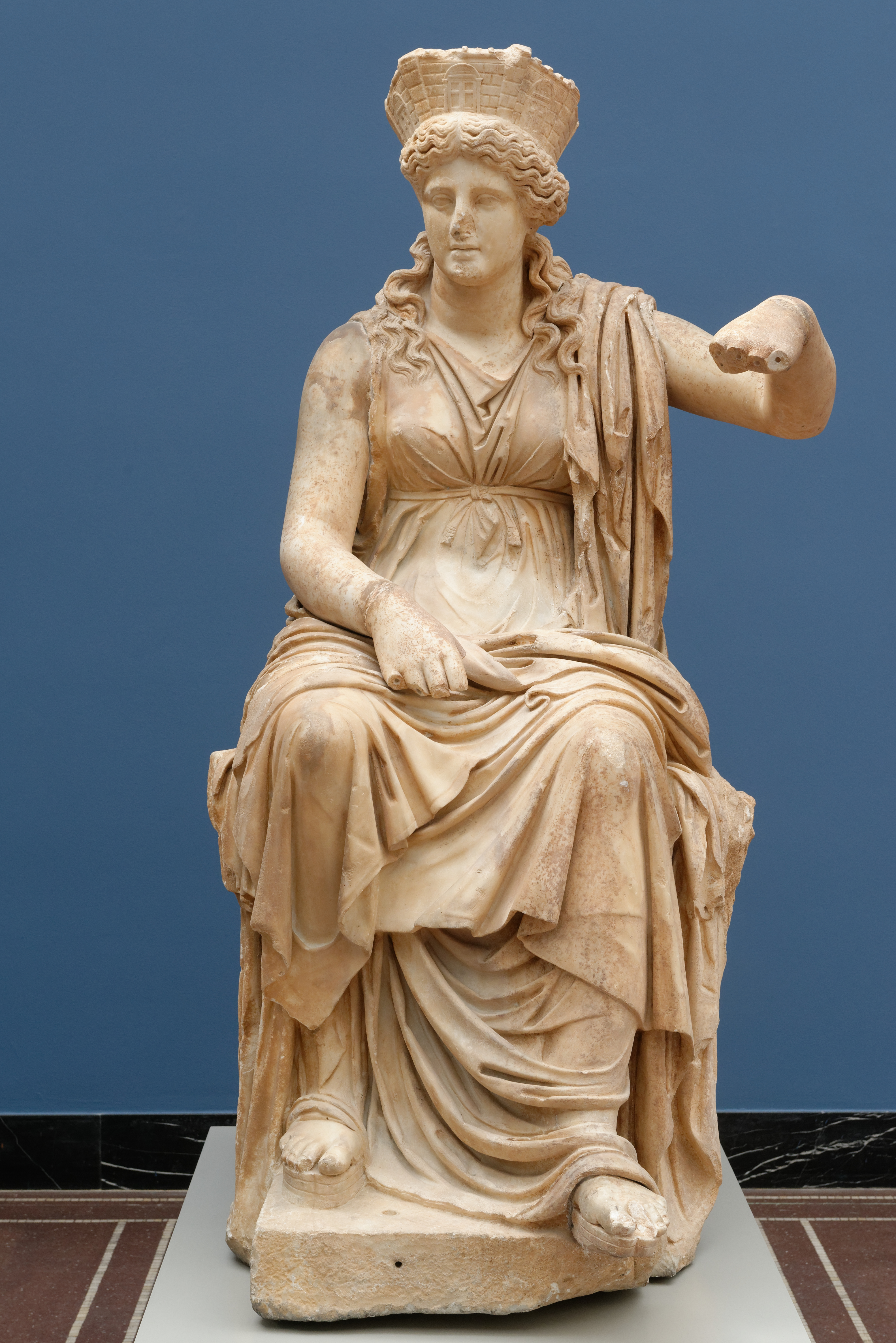
تصوير روماني لكوبيلي (حوالي 60 م)

الأم العظمى (باللاتينية Magna Mater ماجنا ماتر) مصطلح يستخدم في الأدبيات الآثارية بشكل حصري تقريبًا للإلهة القديمة كوبيلي، أم الآلهة العظمى (Megále Meter) في جبل إيدا (لاتينية Mater Deum Magna Ideae).
يمتد المصطلح أحيانًا في بعض الكتابات الدينية التاريخية أو الآثارية، إلى الآلهة الأم في العصر الحجري الحديث لمنطقة محيط البحر الأبيض المتوسط .

## أم الآلهة العظمى في جبل إيدا
أُطلق الاسم أم الآلهة العظمى في جبل إيدا Mater Deum Magna Ideae على الإلهة الفريجية كوبيلي بعد إدخال عبادة كوبيلي وأتيس إلى الإمبراطورية الرومانية في عام 205/204 ق.م.
بالإضافة إلى أسرار كوبيلي وأتيس الرسمية، كان هناك دائمًا تبجيل لكوبيلي باعتبارها "الأم العظمى" في الديانة الشعبية لآسيا الصغرى فيما عدا عبادة الأسرار . كانت كوبيلي تعتبر في الأصل خالقة الحياة في آسيا الصغرى، وبعد الهلينة، اعتبرها اليونانيون أيضًا أم الجبال والأرض، وكحامية المدن، وكذلك إلهة الخصوبة والجنس الأنثوي.

## العبادة في العصر الحجري الحديث

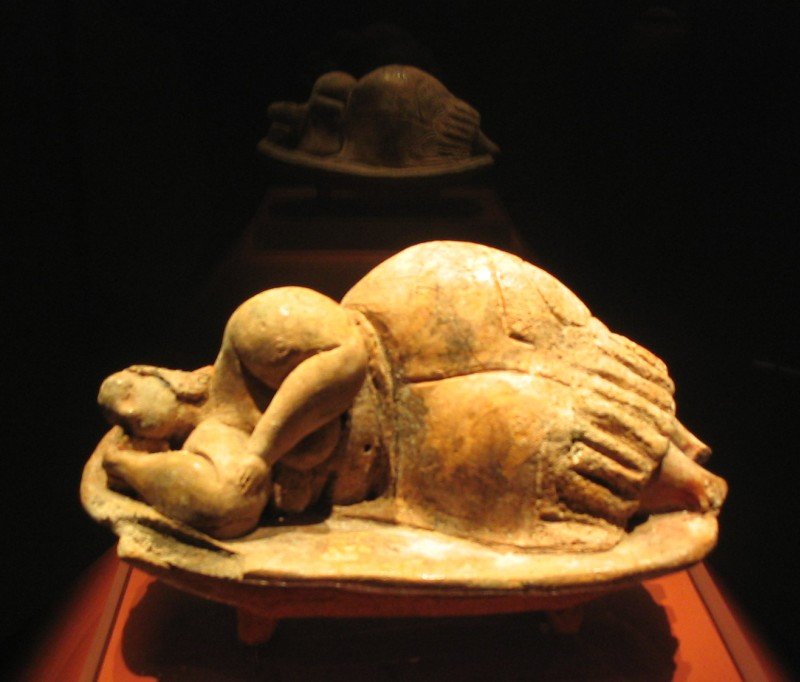
سيدة مالطا النائمة. الألفية الرابعة قبل الميلاد

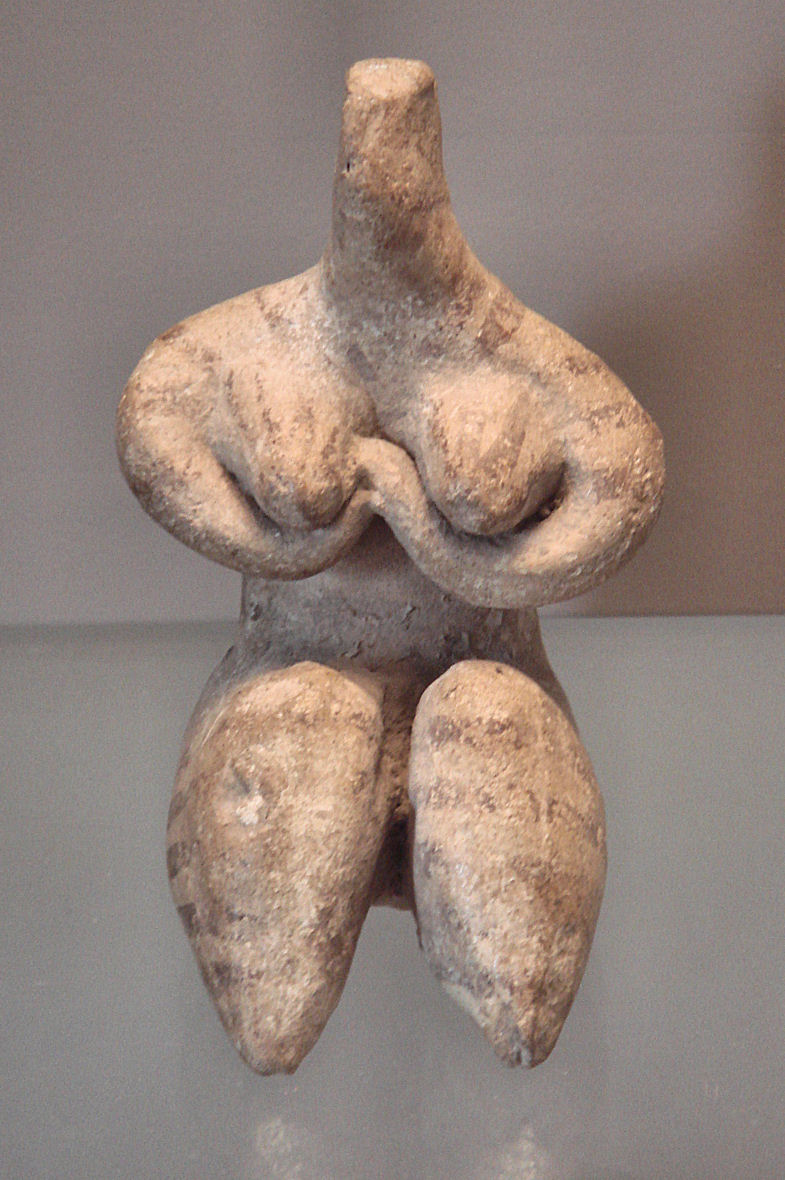
تميثيل انثوي من سامراء، الألفية السابعة قبل الميلاد

يربط فقيه اللغويات والدراسات الثقافية هارالد هارمان بين تبجيل الأم الكبرى وما يسمى بثورة العصر الحجري الحديث ، عندما تحول الناس لأول مرة إلى الزراعة واستقروا في كثير من الأحيان. بدأ العصر الحجري الحديث في آسيا الصغرى حوالي 10000 ق.م، وصلت إلى حوالي 6500 ق.م جنوب شرق أوروبا وفي آلاف السنين التالية بقية أوروبا. ويُفترض إن النساء كن مسؤولات عن الزراعة والحصاد، بينما واصل الرجال الصيد. ونتيجة لذلك، يبدو أن فكرة الإلهة الأنثوية انتشرت.
لم توجد أدلة مكتوبة في هذه الفترة، على الرغم من أن علامات فينتشا الموجودة في البلقان قد يعود تاريخها إلى الألفية السادسة ق.م والتي لم تُفك شفرتها بعد، فسرها هارمان على أنها نقوش إهداءية. ومن هذه الفترة في المنطقة الواقعة بين البلقان ونهر الدانوب وحتى أوكرانيا اليوم، وهي منطقة سمتها ماريا جيمبوتاس أوروبا القديمة، جرى اكتشاف آلاف التميثيلات، تتميز بأثدائها ومثلثات العانة وأحيانًا الأوراك العريضة للغاية. لكن التمثيلات التي تشير إلى مشاهد الولادة أو الأم مع طفلها مفقودة. لم يكن هناك سوى عدد قليل من تمثيلات الذكور، ففي فينتشا كان هناك 581 مجسم أنثى و17 مجسم ذكر، في طبقة أحدث من الألفية الرابعة ق.م كان هناك أكثر من 90% من المجسمات الـ 83 كانت لإناث؛ وفي سيتاجروي في شمال اليونان، كانت جميع المجسمات الـ 250 من الإناث. في المجمل، وجد أكثر من 20.000 تميثيل أنثوي من العصر الحجري الحديث. كذلك عُثر على مثل هذه المجسمات في الأناضول، مثل مستوطنة شاتالهويوك من العصر الحجري الحديث، التي يمكن تأريخها حتى الألفية الثامن ق.م.

### إلهة الأرض والخصوبة
يفترض هارمان أن الإلهة العظمى كانت تُعبد باعتبارها مانحة الحياة، وسيدة النبات، وشفيعة الزراعة ، وحارسة للخصوبة الحيوانية والبشرية، وكذلك فيما يتعلق بالجنس . لقد اعتبرت قادرة ووقفت فوق الحياة الأرضية. من مكانتها، يستنتج هارمان أن مجتمعات العصر الحجري الحديث كانت منظمة أموميًا ، يعيش الأطفال فيها مع أمهاتهم والميراث والعلاقات الأسرية منظمة على أساس أمومي ، أي على أساس نسب الأم. ويذهب آخرون إلى أبعد من ذلك فيستنتجون من هذا وجود مجتمعات منظمة أموميًا. لكن هذه التفسيرات لا دليل علمي عليها.
ومع ذلك، فإن علم الآثار لا يدعم تفسير التمثيلات الأنثوية المجسمة كإلهات، فبعض التماثيل على سبيل المثال في شاتالهويوك تمثل ذكورًا أيضًا، والقطع الأخرى ذات شكل حيواني أو لا تظهر أي خصائص خاصة بالجنس، ومن الواضح أن خمسة بالمائة فقط من المجسمات المُكتشفة هناك والتي يبلغ عددها حوالي 2000 هي لإناث.

### رائدة الآلهة الأنثوية

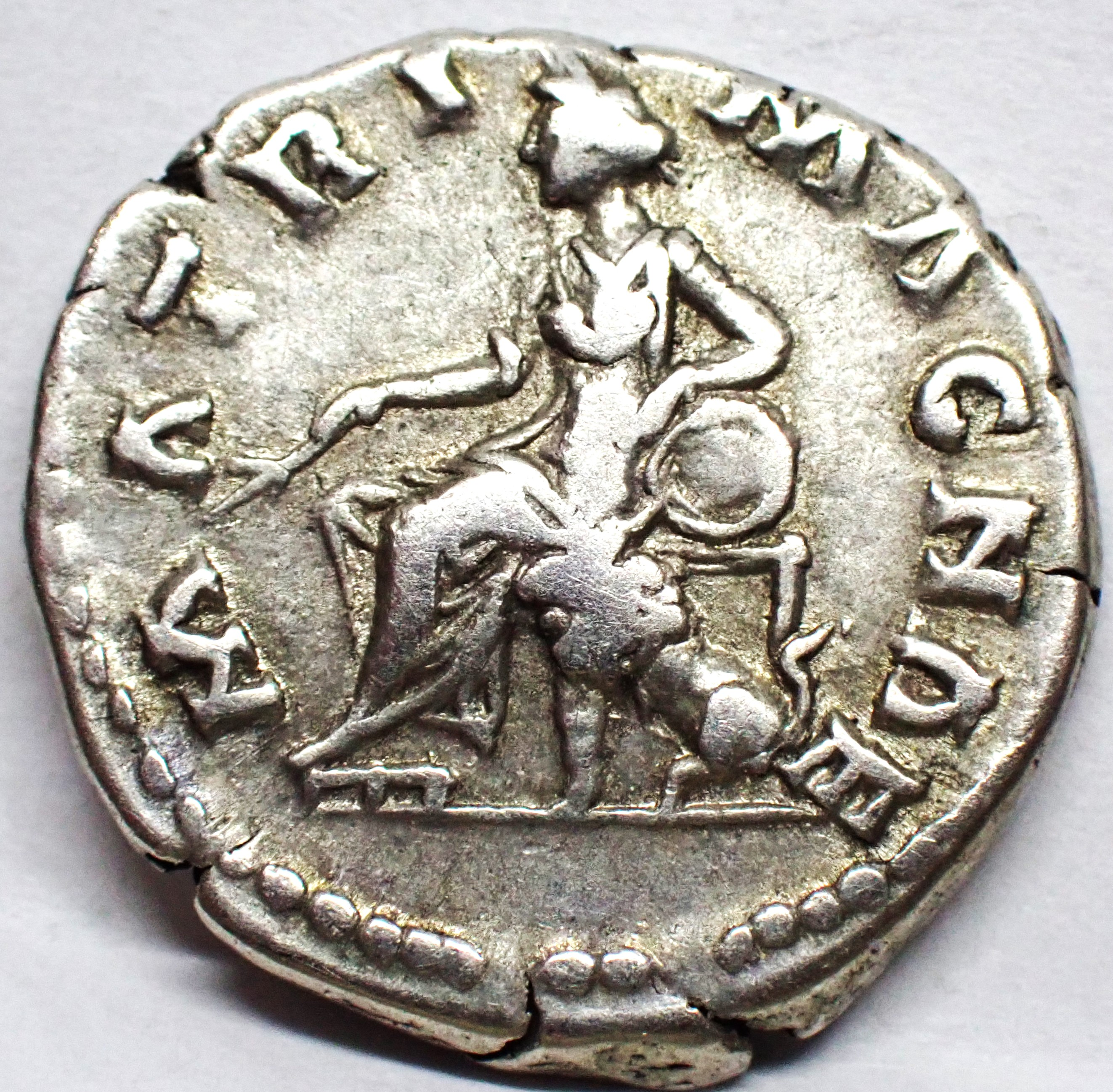
الأم العظمى كنقش على ظهر دينار فوستينا الصغرى

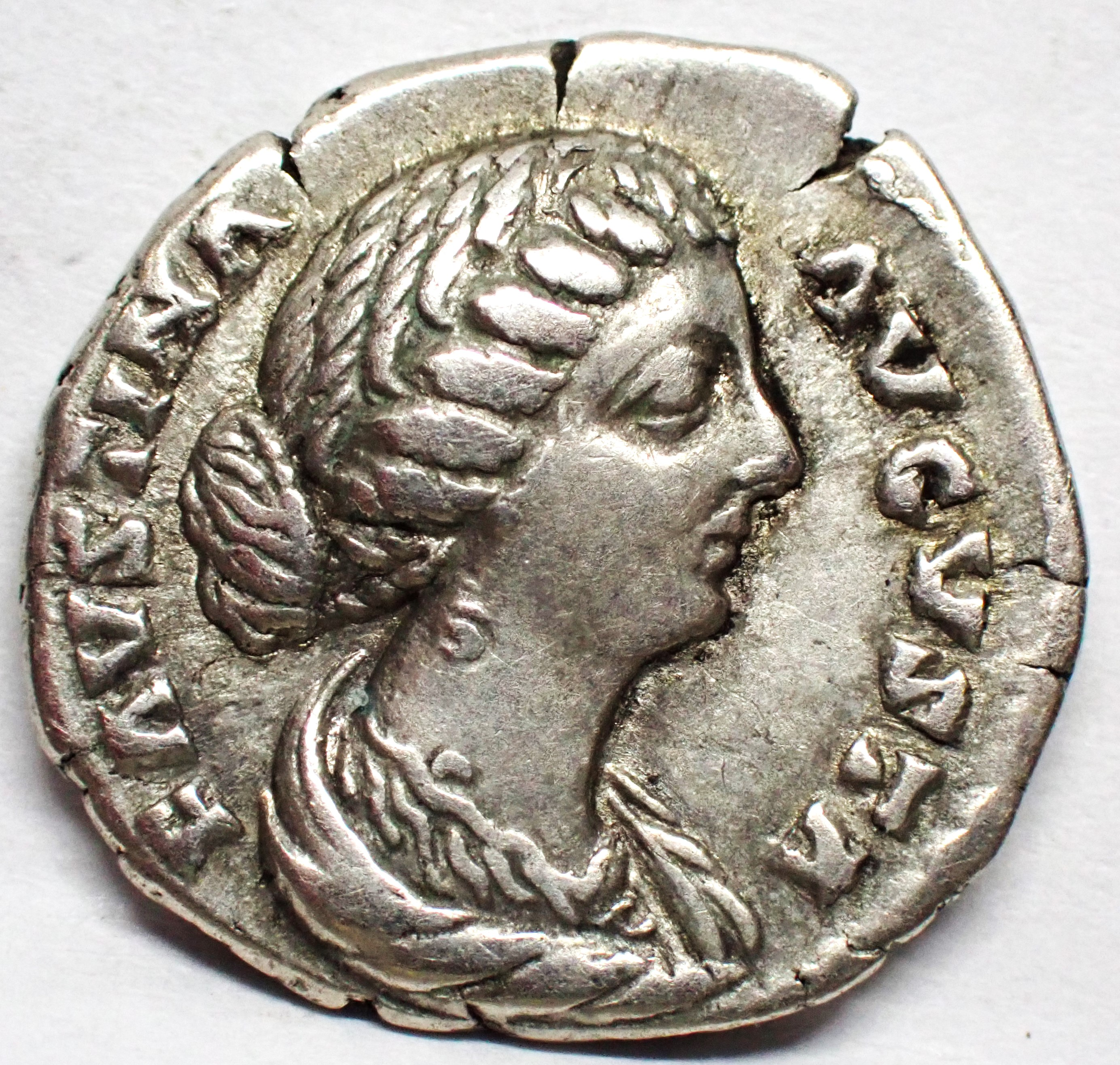
الصورة الشخصية على وجه دينار فوستينا الصغرى

يحاول هارمان استخلاص العديد من الآلهات القديمة من "الأم العظمى"، مثل عبادة أفروديت في قبرص قبل نحو 5000 عام. فوفقًا لهارمان، تعود الآلهة السومرية والبابلية والفينيقية مثل إنانا وعشتار وعشتروت أيضًا إلى الأم العظمى الأقدم. ويعتبر بعض الآثاريين أن تماثيل سامراء النسائية التي عثر عليها على الضفة الشرقية لنهر دجلة في العراق، تعود إلى الفترة 6500-6000 ق.م يُنظر إليها على أنها أسلاف الآلهة السومرية وتمثيلات الأم العظمى. وحاولت فايلر Gerda Weiler أيضًا العثور على إشارات عبادة مبكرة للإلهة العظمى في العهد القديم. وفي آسيا الصغرى توجد عبادة الإلهة العظيمة كوبيلي ، التي ولدت تحت اسم الأم العظمى لآلهة جبل إيدا، وفي عام 205 ق.م وصلت إلى روما ومن هنا انتشرت في جميع أنحاء الإمبراطورية الرومانية. اسم الأم العظمى، (ماجنا ماتر)، الشائع اليوم، مشتق أيضًا من هذه التسمية الرومانية. في بعض الأحيان، كانت الصورة التي تحمل النقش MATRI MAGNEA تُسك أيضًا على ظهر العملات الرومانية التي أظهرت صورة إمبراطورة على الوجه. في القرن التاسع عشر، غالبًا ما تم تصوير كوبيلي على أنها رمزية للأرض.
افترضت جيمبوتاس ارتفاع استيطان الناطقين باللغات الهندوأوروبية بين 4500 و3000 ق.م وعليه افترض هارمانأنه نتيجة لذلك فُرض البانثيون الهندوأوروبي المشرك الذي تسود فيه الآلهة الذكور على فكرة الإلهة الأم، والذي تقف فيها الآلهة الأنثوية إلى جانب الآلهة الذكور، ولكن دون الانتقاص من هيمنة الذكور. إلا أن العديد من الآثاريين شكك في فرضية جيمبوتاس.

## تفسيرات دينية جديدة
يمكن العثور على بدايات الحركات الدينية الوثنية الجديدة/الطبيعية في القرن الثامن عشر وأوائل القرن التاسع عشر الميلادي، كنظرة للعالم مضادة للنظرة العالمية العقلانية لعصر التنوير. في السبعينيات القرن العشرين، تم تناول فكرة الأم الأصلية أو الأم الكُلية ، والتي يعزى لها ظهور الإلهة العظمى، لوصف ما يسمى بالمناهج الشمولية لفهم الأرض ككائن بذاتها؛ كما في الويكا ، والحركات الروحانية البيئية، والنسوية البيئية ، والنسوية الروحية، ونظريات النظام الأمومي .
يرى إمر Manfred Kurt Ehmer  أن العصر الحجري الحديث، عزز إيقاع الحياة الذي تمليه الزراعة فكرة الأرض ككائن مكتفي بذاته، بقواها التي تنعكس في تطور الحيوانات والنباتات، ولكن أيضًا البشر، أظهرت أنها كانت تُعبد باعتبارها الأم العظمى (Magna Mater) أو الأم الأصلية لكل الوجود. ووفقا لإمر، ونتيجة لانتقال هذه الخصائص المثمرة إلى الأنثى، تطورت عبادة الأم العظمى، التي ترمز إلى "الرحم الخصب الذي تخرج منه كل أشكال الحياة مرارًا .
وهو يربط هذا التفسير بالثقافة المغليثة في أوروبا، كما في مالطا بين 4500 و1500 ق.م، إذ من المفترض أن منشأتها الحجرية كانت معابد للإلهة العظمى. فقد عُثر على تماثيل أنثوية وخنثوية، بما في ذلك فينوس مالطا، والسيدة النائمة والسيدة السمينة، في مجمعات المعابد الصخرية، وهذه يفسرها إمر على أنها تمثيلات للإلهة الأم.
يٌفترض إن جميع إلهات الأرض في بحر إيجه القديم، مثل ريا وجايا وديميتر وبيرسيفوني ، يعودون إلى الأم العظمى (ماجنا ماتر ).

## روابط الويب
- الموسوعة البريطانية، مقال: أم الآلهة العظمى

## هوامش
1. ↑  Hanns Ch. Brennecke, Christoph Markschies, Ernst L. Grasmück (Hrsg.): Logos: Festschrift für Luise Abramowski zum 8. Juli 1993. de Gruyter, 1993, ISBN 3-11-013985-5, S. 33–34.
2. ↑  Harald Haarmann: Die Madonna und ihre Töchter, Rekonstruktion einer kulturhistorischen Genealogie. 1996, ISBN 3-487-10163-7, S. 20 ff.
3. ↑  Harald Haarmann: Die Madonna und ihre Töchter, Rekonstruktion einer kulturhistorischen Genealogie. 1996, S. 17

Harald Haarmann: Universalgeschichte der Schrift. Frankfurt/ New York 1998, ISBN 3-88059-955-6, S. 73 ff.
4. ↑  Harald Haarmann: Die Madonna und ihre Töchter, Rekonstruktion einer kulturhistorischen Genealogie. 1996, S. 18.
5. ↑  Harald Haarmann: Die Madonna und ihre Töchter, Rekonstruktion einer kulturhistorischen Genealogie. 1996, S. 127 ff.
6. ↑  Harald Haarmann: Die Madonna und ihre Töchter, Rekonstruktion einer kulturhistorischen Genealogie. 1996, S. 22.
7. ↑  Lynn Meskell: The Archaeologies of Çatalhöyük. In: Lucy Goodison, Christine Morris (Hrsg.): Ancient Goddesses. British Museum Press, London 1998, ISBN 0-7141-1761-7, S. 46–62
8. ↑  Harald Haarmann: Die Madonna und ihre Töchter, Rekonstruktion einer kulturhistorischen Genealogie. 1996, S. 88 ff.
9. ↑  Gerda Weiler: Das Matriarchat im Alten Israel. Kohlhammer Verlag, Stuttgart 1989, ISBN 3-17-010773-9.
10. ↑  Ursula Kampmann, Die Münzen der römischen Kaiserzeit, 1. Auflage, S. 171 Nr. 38.48
11. ↑  Ruth Tringham: Review of: The Civilization of the Goddess: The World of Old Europe by Marija Gimbutas (1991). In: American Anthropologist. Band 95, 1993, S. 196–197 oder Lynn Meskell: Goddesses, Gimbutas and New Age archaeology. In: Antiquity. Band 69, Nr. 262, 1995, S. 74–86.
12. ↑  Manfred Kurt Ehmer: Göttin Erde, Kult und Mythos der Mutter Erde. Zerling, Berlin 1994, ISBN 3-88468-058-7, S. 40 ff.
13. ↑  Manfred Kurt Ehmer: Die Weisheit des Westens. Patmos, Düsseldorf 1998, ISBN 3-491-72395-7, S. 46.
14. ↑  Manfred Kurt Ehmer: Die Weisheit des Westens. Patmos, Düsseldorf 1998, ISBN 3-491-72395-7, S. 46 (online beim Projekt Hypersoil der Universität Münster: Gaia und Demeter in der griechischen Antike).